# 周曰宣
周曰宣（？—？），字明吾，瀋陽中衛人，清朝政治人物。

## 生平
順治四年（1647年）任寧國府知府，升江南按察司副使。